# Малахов Валерій Павлович
Валерій Павлович Малахов (нар. 9 липня 1941) — доктор технічних наук, професор, заслужений діяч науки і техніки України, член-кореспондент АПНУ, ректор Одеського політехнічного університету (1987—2010), почесний громадянин міста Одеси

## Біографія
В. П. Малахов народився 9 липня 1941 року в Хабаровському краї РРФСР.
В 1963 році закінчивши електротехнічний факультет, був залишений працювати в Одеському політехнічному інституті.
В 1972 році захистив кандидатську дисертацію «Розробка та дослідження недозбуджених мостових RC-генераторів і деякі їх застосування в автоматику та вимірювальну техніку». В 1974 році присвоєно вчене зівання доцента.
В 1974—1975 роках перебував на науковому стажуванні у США, В 1975—1985 роках працював деканом заочного факультету, а в 1985—1987 роках — проректором з навчальної роботи Одеського політехнічного інституту.
В 1987 –  2010 роках обіймав посаду ректора Одеського політехнічного університету.
В 1989 році захистив дисертацію «Лінійні активні RC-ланцюги пристроїв систем управління (теорія, проектування, застосування)» на здобуття наукового ступеня доктора технічних наук. Присвоєно вчене звання професора кафедри промислової електроніки. В 1989—2011 роках завідував кафедрою електронних та комп'ютерних систем (з 2000 року — кафедра комп'ютерних систем), 2011—2012 роках був професором кафедри комп'ютерних систем. З 2013 року є професором-консультантом Чорноморського національного університету в м. Миколаїв.
Протягом тривалого часу керував Радою ректорів вищих навчальних закладів Одеського регіону.
Обраний членом-кореспондентом Національної академії педагогічних наук України, академіком Академії інженерних наук України, академіком Академії наук вищої школи України. Почесний громадянин Одеси.

## Наукова діяльність
Сферою наукових пошуків В. П. Малахова є проектування електронної техніки; розробка універсальної класифікації лінійних ланцюгів; автоматизація проектування аналогових схем систем управління та обчислювальної техніки; автоматизація проектування електронних пристроїв систем управління, контроль обчислювальної та інформаційно-вимірювальної техніки; проблеми вищої технічної освіти.
Опублікував 250 наукових праць, видав 16 підручників, навчальних посібників і монографій, отримав 7 авторських свідоцтв за винаходи. Підготував 8 докторов і 15 кандидатів наук.

## Праці
- Активные RC-фильтры с мостом Вина // Известия вузов. Приборостроение. — 1978. — Т. 21, № 1. — С. 73 –78.

- Генераторы гармонических колебаний // Акустика и ультразвуковая техника: республиканский межведомственній научно-технический сборник. — Киев, 1978. — Вып. 13. — С. 54 –56.

- Электронные цепи непрерывного и импульсного действия. — Киев — Одесса: Либідь, 1991. — 256 с.

- Микропроцессорные средства отображения информации: учебное пособие / В. П. Малахов, Д. П. Яковлев. — Одесса: ОПИ, 1992. — 109 с.

- Проблеми підготовки магістрів // Інформаційний вісник АН вищої школи Украини. — 1999. — № 24. — С. 13 –16.

- Схемотехника аналоговых устройств: учебник. — Одесса: Астропринт, 2000.  — 212 с.

- Матричная методология в теории акустоупругого эффекта /В. Малахов, В. Анисимов, А. Куценко, А. Рудаков. — Одесса: Optimum, 2002. — 220 с.

## Нагороди
- Орден «За заслуги» I, II і III ступенів.

- Медаль «20 років незалежності України».

- Знаки: «Відмінник вищої школи СРСР», "Відмінник освіти України ".

- Заслужений діяч науки і техніки України.

- Заслужений працівник освіти України.